# Iglesia de Nuestra Señora de la Asunción (Los Huertos)
La iglesia parroquial de Nuestra Señora de la Asunción de la localidad de Los Huertos (provincia de Segovia, España) se sitúa a la entrada al pueblo por la carretera, separada del casco urbano por el arroyo San Medel, afluente del río Eresma. 
En su origen (siglo XVI) es un edificio gótico al que se realizaron reformas en época barroca (siglo XVIII). El grueso de la obra se realiza entre 1583 y 1587. 
La torre se empieza unos años después, en 1593 concretamente, y su construcción se termina en 1618 si bien su pago no se da por saldado hasta 1623 debido a un pleito con el constructor. Entre 1594 y 1598 se hicieron los sepulcros en el interior de la iglesia. El púlpito, de 1602, es obra de los frailes carmelitas descalzos, quienes cobraron dos fanegas de cebada por la construcción y una de centeno por el transporte y el montaje. En 1606 se hace el retablo mayor, barroco de cinco calles y ático, donde se entroniza la imagen de la Inmaculada Concepción, y en 1630 la carpintería de la torre, y la escalera.
El enladrillado interior es de 1645, la campana mayor de 1673 y la cajonería en madera de álamo negro de 1731. Tres años más tarde se coloca la veleta. 
Se cree que en 1737 se realiza una importante reforma que modifica en buena parte la construcción. Esta reforma habría durado tres años y habría costado unos 13 000 reales, materiales aparte.
- Datos: Q5909450